# Palazzo Capilupi

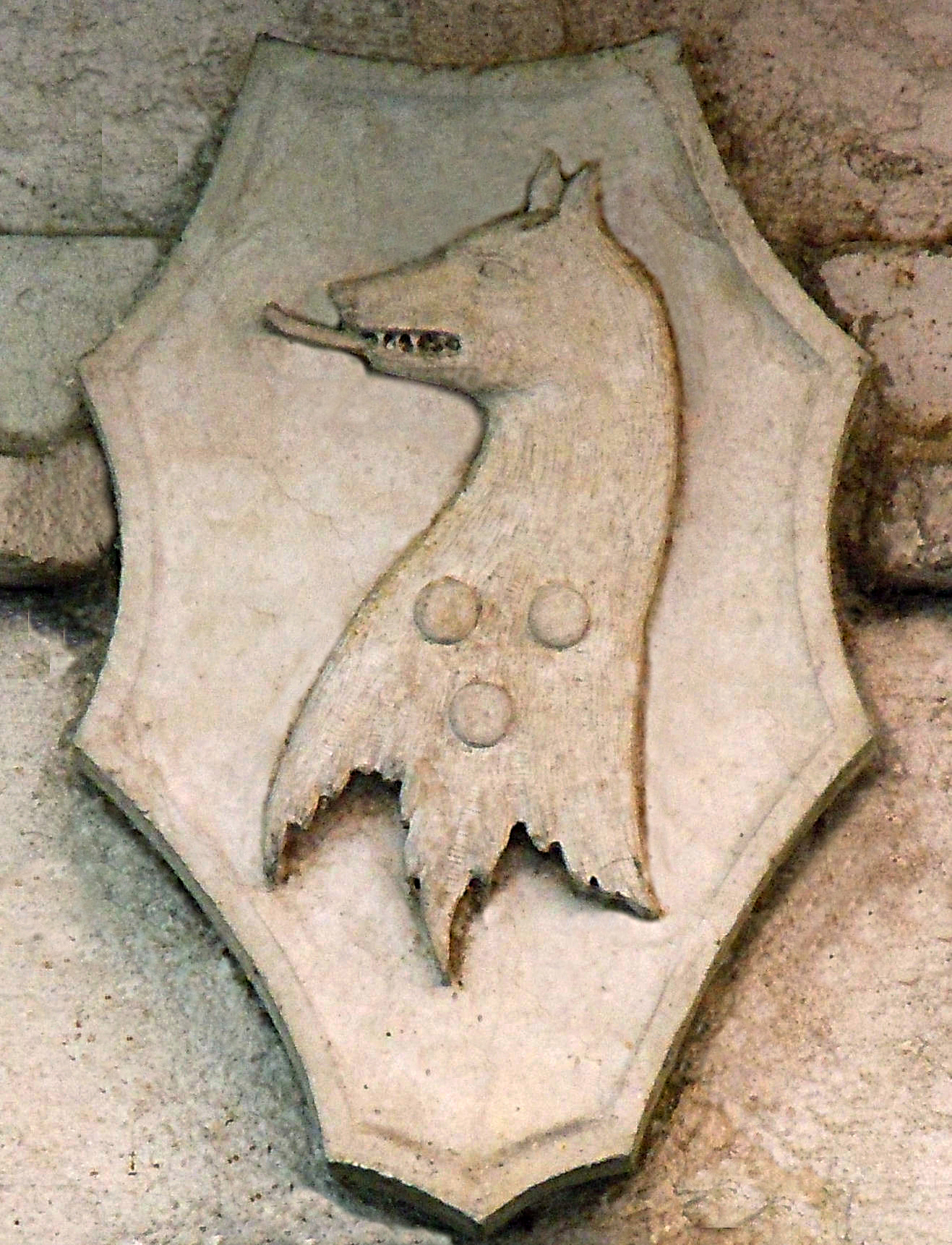
Mantova, stemma dei Capilupi

Palazzo Capilupi (chiamato anche palazzo Valdina Cremona) è un edificio storico sito nel centro di Roma, con ingresso in via dei Prefetti, 17 (Municipio I - Rione IV Campo Marzio) e delimitato da Vicolo Rosini ad Est e Vicolo Valdina a Sud.

## Storia e descrizione
Il palazzo prende il nome dall'aristocratica famiglia Capilupi, originaria di Mantova ed una delle più illustri della città. Uno dei suoi esponenti più illustri, il vescovo Ippolito Capilupi, fece parte della legazione che, nel 1534, si recò a Roma per assistere all'incoronazione di Carlo V in rappresentanza di Federico II Gonzaga e della corte mantovana. Fu proprio in quest'occasione che il Capilupi acquistò il palazzo dai Degli Stazii. Le fonti riportano che, sotto il Capilupi, l'edificio fu restaurato ed abbellito con i suggerimenti, tra gli altri, anche di Michelangelo, ed ospitò un'importante e presiosa pinacoteca che fu, alla morte di Ippolito, trasferita a Mantova.
Originariamente il palazzo ospitava una fontana raffigurante la Lupa capitolina (da cui il nome alla vicina Via della Lupa, e che alcuni ritengono fosse anche il simbolo della famiglia), ad oggi scomparsa e ricordata da una lapide posta all'ingresso del civico 17 della Via dei Prefetti.
Il testo, in italiano, dice: «La lupa, mansueta, diede dolce latte agli infanti gemelli. Così, o vicino, il Lupo mansueto dà a te acqua che fluisce costante, più dolce dello stesso latte, più pura dell'ambra e più fredda della neve. Attinga pure da qui, con recipiente ben pulito, il solerte fanciullo, e ne portino a casa la giovane e la vecchia. Ma è vietato ai cavalli e ai somari di bere alla fontanella, e non bevano da qui, con il loro sozzo muso, né il cane né la capra. [anno] 1578».
Questo divieto di uso per gli animali era frequente, nelle fontanelle di città.
Ad oggi il palazzo ospita uffici ed abitazioni private, ed ha subito alcune modificazioni nel corso dei secoli: ad esempio, nel cortile interno il braccio parallelo a Vicolo Valdina è stato adibito ad abitazione nell'Ottocento aggiungendo un secondo piano a quelle che anticamente erano le stalle.
Samuel Morse, l'inventore del telegrafo vi soggiornò dal 20 febbraio 1830 al 5 gennaio 1831, sulla cui facciata una targa ricorda l'evento.